# Dîkanka
Dîkanka, Dicanca sau Dikanka (în ucraineană Диканька) este așezarea de tip urban de reședință a raionului Dîkanka din regiunea Poltava, Ucraina. În afara localității principale, mai cuprinde și satele Proni, Troianî și Vasîlivka.

## Demografie
Componența lingvistică a așezării de tip urban Dîkanka
     Ucraineană (95,97%)
     Rusă (3,7%)
     Alte limbi (0,18%)
Conform recensământului din 2001, majoritatea populației așezării de tip urban Dîkanka era vorbitoare de ucraineană (95,97%), existând în minoritate și vorbitori de rusă (3,7%).